# Sophokles

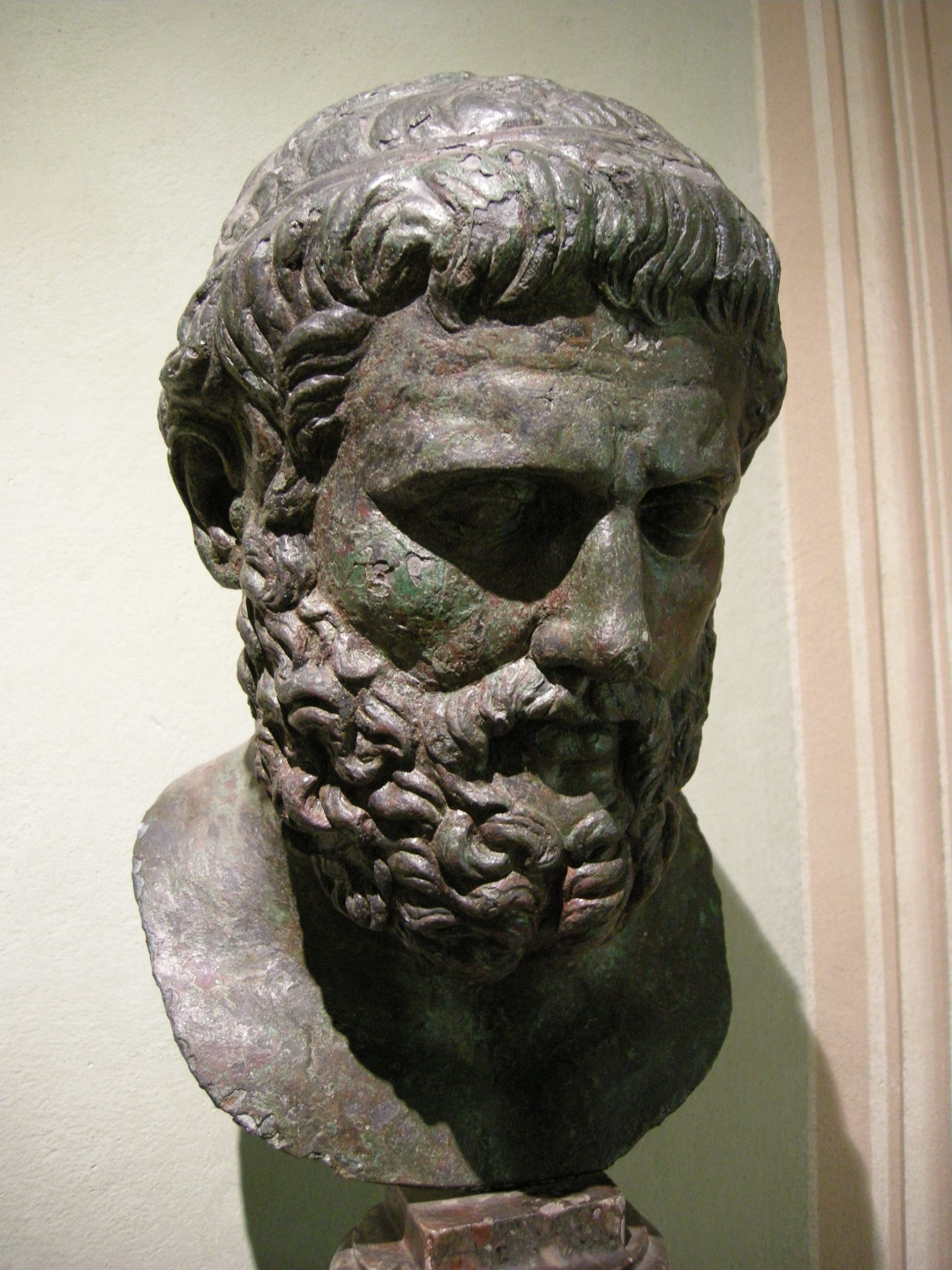
Sophokles

Sophokles (altgriechisch Σοφοκλῆς Sophoklḗs, klassische Aussprache [sopʰoklɛ̂ːs]; * 497/496 v. Chr. in Kolonos; † 406/405 v. Chr. in Athen) war ein Dichter in der Zeit der Griechischen Klassik.
Er gilt neben Aischylos und Euripides als der bedeutendste der antiken griechischen Tragödiendichter.
Seine erhaltenen Stücke, vor allem Antigone und König Ödipus, werden auf den Bühnen der ganzen Welt gespielt.

## Leben
Sophokles stammte aus dem Demos Kolonos, Phyle Aigeis. Er war der Sohn des vermögenden Waffenfabrikanten Sophil(l)os. Schon als Knabe gewann er in körperlichen und musischen Agonen. 480 v. Chr. war er Vorsänger beim Siegespaian nach der Schlacht von Salamis und erregte durch seine Schönheit Aufsehen. Sein Musiklehrer war wahrscheinlich Lampros. Er erlernte nach eigener Aussage bei Aischylos, ob nun persönlich oder als Zuschauer des tragischen Agons, das Handwerk des Stückeschreibens. 468 v. Chr. besiegte er den aus Sizilien zurückgekehrten Aischylos mit seiner ersten Tetralogie, deren erstes Stück Triptolemos war. In seinem Stück Nausikaa trat Sophokles als Lyraspieler auf, in dem Stück Thamyras als Ballspieler. 443/442 v. Chr. war er Hellenotamias (Verwalter der Schatzkasse des Attisch-Delischen Seebunds), 441/39 v. Chr. zusammen mit Perikles Stratege im Samischen Krieg. Ion von Chios hat sehr amüsant ein Symposion aus dieser Zeit beschrieben, an dem Sophokles teilgenommen hat. Wahrscheinlich war Sophokles auch 428 v. Chr. Stratege im Krieg gegen die Anaier. 413–411 v. Chr. gehörte er dem oligarchischen Probulenkollegium an. Trotz zahlreicher ehrenvoller Berufungen ausländischer Könige hat Sophokles – anders als Aischylos und Euripides – Athen nicht verlassen.
Sophokles übte vielfältige kultische Funktionen aus. Als Priester des Heilheros Halon führte er aus Epidauros den Kult des Asklepios in Athen ein und nahm den Gott bis zur Errichtung eines eigenen Temenos in sein Haus auf. Deshalb wurde Sophokles nach dem Tod als Heros Dexion verehrt. Er war Gründer eines Musenthiasos. Offenbar fungierte er auch als Medium, durch das die Götter zu den Menschen sprachen. Es wird berichtet, dass ihn eine Traumerscheinung des Herakles einen von der Akropolis gestohlenen goldenen Kranz hat finden lassen. Von der Belohnung soll er ein Heiligtum des Herakles Menytes gestiftet haben.
Neben seiner dichterischen Tätigkeit übernahm Sophokles einige wichtige politische Ämter in Athen. 443/42 v. Chr. war er Hellenotamias und damit zuständig für die Verwaltung der Mittel, mit denen der Attische Seebund vor allem seine Militärausgaben bestritt. Zwei- oder dreimal amtierte er als Mitglied des Strategenkollegiums, darunter 441/40 v. Chr. gemeinsam mit Perikles im Krieg gegen Samos. In den Jahren 413–411 v. Chr. war er als Probulos (Vorberater) für Athens Ratsgremium tätig. In dieser Funktion sorgte er mit weiteren Kollegen dafür, dass 411 v. Chr., zwei Jahrzehnte nach Beginn des Peloponnesischen Krieges und als Folgereaktion auf das katastrophale Scheitern der Sizilienexpedition, die Volksversammlung als demokratisches Beschlussorgan von der Oligarchie der 400 abgelöst wurde. Thomas Alexander Szlezák sieht in dieser Positionierung des Sophokles eine Grundhaltung, die auch aus seinen Tragödien spreche und die in der Überzeugung gründe, dass letztlich göttlicher Weissagung zu folgen sei: Demokratischen Aushandlungs- und Entscheidungsprozessen entzogen sei demnach, was den Gesetzen und dem Willen der Götter nicht entspricht.
In seinen gut 90 Lebensjahren war Sophokles zweimal verheiratet. Seine erste Ehe schloss er mit Nikostrate; aus dieser Verbindung ging Iophon hervor, der als Tragödiendichter bekannt geworden ist. Aus der zweiten Ehe mit der Sikonierin Theoris entstammt der Sohn Ariston. Beide sind die Stammväter einer Dynastie von Tragödiendichtern. Bereits in der Antike gab es Mutmaßungen über seine Bisexualität. So berichten Athenaios und Ion von Chios über gleichgeschlechtliche Aktivitäten.
Antike Biographien berichten, dass Sophokles, als sein Sohn Iophon ihn für unmündig erklären lassen wollte, vor Gericht Verse aus seinem Stück Oidipous auf Kolonos vorgelesen und damit die völlige Haltlosigkeit der Klage seines Sohnes bewiesen habe. Dokumentiert sind Sophokles’ persönliche Beziehungen zu Perikles, Herodot, Ion von Chios und – vielleicht nur anekdotisch – auch zu Nikias. Als Sophokles vom Tod seines großen Konkurrenten Euripides erfuhr, soll er in Trauerkleidern die Dionysien von 406 v. Chr. eröffnet haben.
Etwa neunzigjährig ist Sophokles 406 oder 405 v. Chr. gestorben. Er soll an einer Weinbeere erstickt sein oder dem Bolustod an der Weinbeere erlegen sein, was wahrscheinlich nicht der Wahrheit entspricht. Der Komödiendichter Phrynichos vermerkt, dass Sophokles „eines schönen Todes gestorben [sei], ohne irgend etwas Schlimmes erduldet zu haben“.
Sophokles wurde in der Familiengruft an der Straße nach Dekeleia, elf Meilen vor Athen, bestattet. Sein Grabmal war mit einer Sirene oder mit Kaledon geschmückt.
Schon den Zeitgenossen galt Sophokles als Liebling der Götter. Gesegnet mit Genie, Liebenswürdigkeit und Schönheit, gilt er bis heute als eine der überragenden Personen der Geschichte. Ihm wird häufig – jedoch ohne Grund – der Ausspruch „Töte nicht den Boten“ zugeordnet.

## Werke

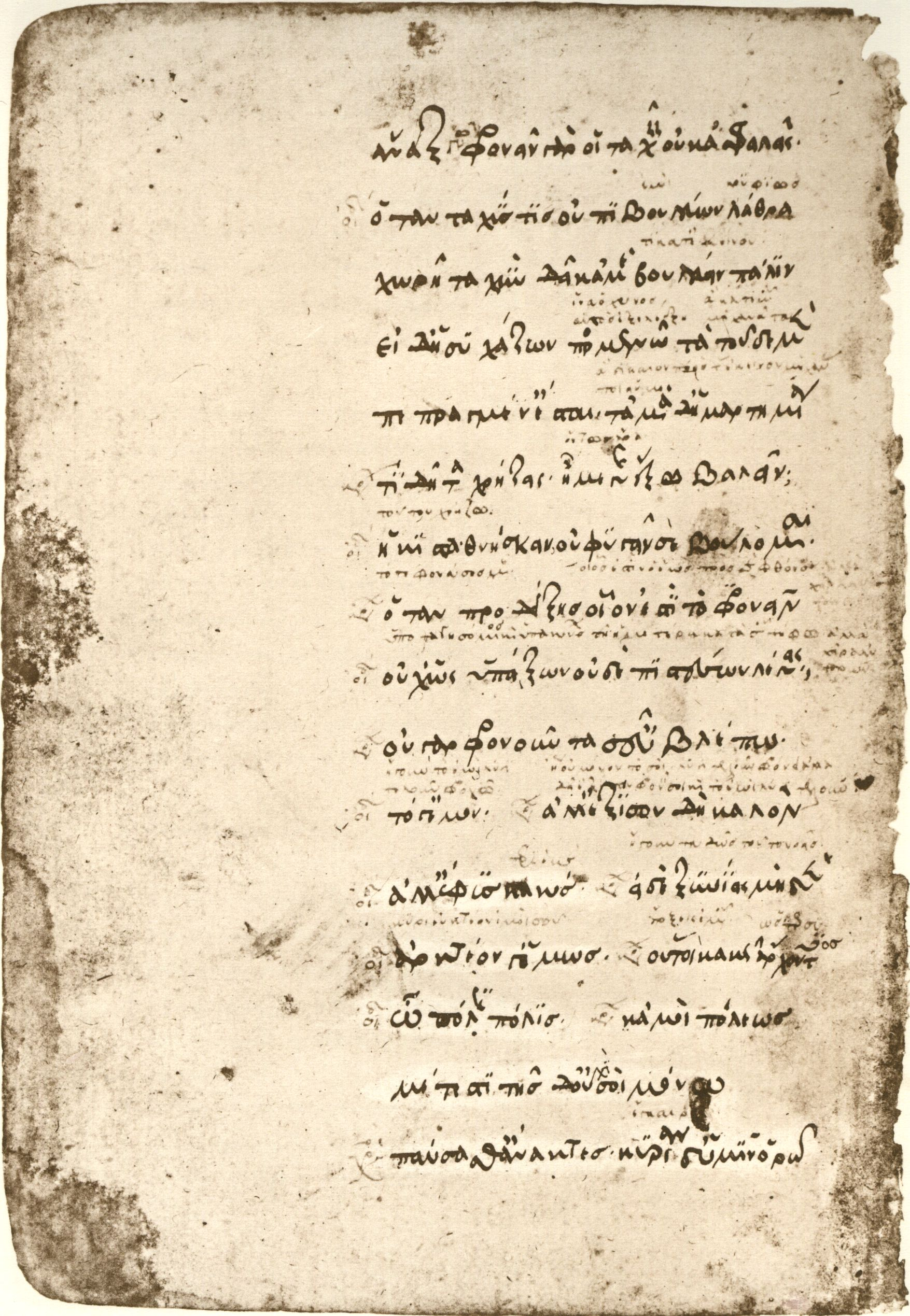
Sophokles, König Ödipus in der 1340 geschriebenen Handschrift Rom, Biblioteca Apostolica Vaticana, Vaticanus graecus 920, fol. 193v

Sophokles hat ein umfangreiches Werk hinterlassen. Die Suda nennt 123 Stücke (30 vollständige Tetralogien und eine Trilogie). 132 Stücke sind dem Titel nach bekannt; wahrscheinlich haben einige Stücke mehrere Titel gehabt. Außerdem schrieb er Elegien, Paiane und eine Prosaschrift über den Chor. Von Sophokles’ Elegie auf Herodot sind Fragmente bekannt.
Sophokles hat 20 oder 24 mal im tragischen Agon gesiegt und niemals den dritten Preis erhalten.
Er selbst hat seine künstlerische Entwicklung in drei Abschnitte eingeteilt. Seine ersten Stücke seien voll aischyleischen Überschwangs gewesen, die Stücke der mittleren Phase voller Herbheit und Künstlichkeit. Erst in der letzten Phase habe er den persönlichen Stil gefunden.
Sophokles sind einige szenische und dramaturgische Neuerungen zu verdanken. Deren bedeutendste war sicherlich die Einführung des dritten Schauspielers (des Tritagonisten, wodurch packende Szenen möglich werden wie im Verhör zweier Zeugen durch einen Dritten in König Ödipus) und von Bühnenmaschinen; dies muss noch zu Lebzeiten Aischylos’ geschehen sein. Auch erhöhte er die Zahl der Chorsänger von 12 auf 15. Anders als Aischylos hat er bis auf eine Ausnahme keine inhaltlich gebundenen Trilogien geschrieben.
Er selbst grenzt sich nach überlieferten Aussagen von Aischylos ab, der zwar das Notwendige gedichtet habe, aber nur unbewusst, und daher auch vieles Überflüssige, Unpassende und auch „Schwulst“ geschrieben habe. Von dem zwölf Jahre jüngeren Euripides unterscheidet er sich nach eigener Aussage dadurch, dass er diesem die Einsicht in die Notwendigkeit der dramatischen Handlung voraushabe. Diese sei ein gültigerer Maßstab als die Wirklichkeit. Damit meint Sophokles offenbar nicht eine ethische Notwendigkeit (denn keiner seiner Helden ist schuldlos, und doch trifft sie ein ungerechtes Strafmaß, so dass sie Mitleid verdienen), sondern die Folgerichtigkeit, mit dem die Akteure ihr Gesetz, nach dem sie antreten und das ansatzweise im Mythos enthalten ist, erfüllen.
Deutlich wird dies in seiner Elektra, dem einzigen Drama, das von allen drei Autoren gestaltet wurde. Bei Aischylos ist die wie eine Sklavin gehaltene Elektra unschlüssig, ob sie die Rache der Götter erflehen darf. Eine solche Haltung ist für Sophokles inkonsequent: Eine von verbrecherischen Verwandten solchermaßen behandelte und erniedrigte Freie muss die Rache mit voller Leidenschaft wollen. Euripides’ etwa zwei Jahre nach Sophokles’ Werk entstandene Elektra löst sich hingegen weit von der mythologischen Vorlage. Sein Ziel ist eher eine radikale Religionskritik; seine publikumswirksamen psychologischen Darstellungsmittel (die Deklassierung Elektras durch ihre nicht standesgemäße Scheinehe, ihre raffinierte Schläue, ihr innerer Zwiespalt) verhindern nach Sophokles die Entfaltung des mythischen Keims der Tragödie. Sophokles erzielt die psychologische Wirkung seiner Stücke demgegenüber durch die unverhältnismäßige Vergeltung von Fehltaten (im Sinne von Hamartia, nicht nur von moralischer Schuld) durch ein Übermaß an Leiden.

### Erhaltene Werke
- Thebanische Trilogie
  - Antigone (Ἀντιγόνη), 442 v. Chr.
  - König Ödipus (Οἰδίπους τύραννος Oidipous tyrannos), 429–425 v. Chr.
  - Ödipus auf Kolonos (Οἰδίπους ἐπὶ Κολωνῷ Oidipous epi Kolōnō), 401 v. Chr. postum aufgeführt
- Aias (Αἴας), 455–450 v. Chr.
- Die Trachinierinnen (Τραχίνιαι Trachiniai), vor 442 v. Chr.
- Elektra (Ἠλέκτρα), ca. 413 v. Chr.
- Philoktetes (Φιλοκτήτης), 409 v. Chr.

### Verlorene bzw. fragmentarisch überlieferte Werke
- Achaion Syllogos
- Achileos Erastai
- Aias Lokros
- Aichmalotides
- Aigeus
- Aithiopes
- Akrisios
- Aleadai
- Alexandros
- Alkmeon
- Amykos
- Amphiareos
- Amphitryon
- Andromeda
- Antenoridai
- Athamas A
- Athamas B
- Atreus / Mykenaiai
- Chryses
- Daidalos
- Danae
- Dionysiskos
- Dolopes
- Epigonoi (Die Epigonen)
- Epi Tainaroi / Epitainarioi
- Erigone
- Eris
- Eriphyle
- Eumelos
- Euryalos
- Eurypylos
- Helenes Apaitesis
- Helenes Arpage
- Helenes Gamos
- Herakleiskos
- Herakles
- Hermione
- Hipponous
- Hybris
- Hydrophoroi
- Ichneutai (Die Spürhunde)
- Inachos
- Iobates
- Ion
- Iphigeneia
- Iphikles
- Ixion
- Kamikoi
- Kedalion
- Kerberos
- Klytaimestra
- Kolchides
- Kophoi
- Kreousa
- Krisis
- Lakainai
- Laokoon
- Larisaioi
- Lemniai
- Manteis / Polyidos
- Meleagros
- Minos
- Momos
- Mousai
- Mysoi
- Nauplios Katapleon / Nauplios Pyrkaeus
- Nausikaa / Plyntriai
- Niobe
- Niptra
- Odysseus Akanthoplex
- Odysseus Mainomenos
- Oikles
- Oinomaos
- Palamedes
- Pandora / Sphyrokopoi
- Peleus
- Phaiakes
- Phaidra
- Philoktetes o en Troiai
- Phineus A
- Phineus B
- Phoinix
- Phrixos
- Phryges
- Phthiotides
- Poimenes 1
- Polyxene
- Priamos
- Prokris
- Rizotomoi
- Salmoneus
- Sinon
- Sisyphos
- Skythai
- Skyrioi
- Syndeipnoi
- Tantalos
- Telepheia
- Telephos
- Tereus
- Teukros
- Thamyras
- Thyestes
- Triptolemos (468 v. Chr.?)
- Troilos
- Tympanistai
- Tyndareos
- Tyro A
- Tyro B

(Insgesamt 109 Werke)
Vom Satyrspiel Ichneutai (Die Spürhunde) wurden 1911 in Ägypten ungefähr 400 lesbare Verse auf Papyrus entdeckt.
2005 wurden auf einem Papyrus aus der ägyptischen Ausgrabungsstelle Oxyrhynchus mit einer neuen fotografischen Technik Verse aus der Tragödie Epigonoi (deutsch Die Epigonen) gefunden. Hier in einer Übersetzung aus dem Englischen:
A: Verschlingend das Ganze, schärfend das blitzende Eisen.
B: Und die Helme schütteln ihre purpurgefärbten Büsche,
und die Weber stimmen für die Träger der Brustplatten an
das weise Weberschiffchenlied, das die Schlafenden weckt.
A: Und er leimt des Triumphwagens Deichsel zusammen.

## Porträt
Nicht erhalten ist die Statue, die Iophon seinem Vater bald nach dessen Tod errichtet hat, auch nicht Polygnotos’ Porträt in der Stoa Poikile.
Vier Typen geben eine Vorstellung von Sophokles’ Aussehen:
- als junger Mann, Original vielleicht 360/50 v. Chr.
- der Typus Lateran (Sophokles in der Blüte seiner Jahre), Kopie der von Lykurg 340/330 v. Chr. gestifteten und im Dionysostheater aufgestellten Bronzestatue
- der Typus Farnese (Sophokles als ältlicher Mann), etwa 310 v. Chr. geschaffen
- Sophokles als Greis (hellenistisches Werk)

## Ausgaben und Übersetzungen
- Sophokles’ Tragödien. Übers. von Johann Jakob Christian Donner, hrsg. und mit Einleitungen versehen von Gotthold Klee, Leipzig 1910. (Hesse und Becker)
- Sophoclis: Fabulae. Hrsg. von A. C. Pearson, Oxford 1928. (Clarendon Press, Oxford Classical Texts)
- Sophokles: Werke in einem Band. Hrsg. und übers. von Rudolf Schottlaender, 2. Aufl., Berlin u. Weimar 1970. (Aufbau Verlag, Bibliothek der Antike)
- Sophoclis: Fabulae. Hrsg. von Hugh Lloyd-Jones und Nigel Guy Wilson, Oxford 1990 (Clarendon Press, Oxford Classical Texts, maßgebliche textkritische Ausgabe)
- Sophokles: Werke in 2 Bänden. Übers., hrsg. und kommentiert von Dietrich Ebener, Berlin 1995. (Aufbau Verlag, Bibliothek der Antike)
- Sophokles: Dramen. Griechisch – Deutsch. Hrsg. u. übers. von Wilhelm Willige, überarb. von Karl Bayer, 5. Aufl., Düsseldorf 2007. (Artemis & Winkler, Sammlung Tusculum)
- Sophokles: Die Tragödien. Übers. von Heinrich Weinstock, hrsg. von Bernhard Zimmermann, 6. Aufl., Stuttgart 2016. (Alfred Kröner Verlag)